# Iza (musikalbum)
Iza är ett musikalbum av Izabella Scorupco. Albumet är producerat av Rick Nowels och Ole Evenrude och bland musikerna återfinns bland annat Roxette och Gyllene Tider-trummisen Micke Andersson.
Scorupco har inte skrivit något av materialet utan albumet består av covers och låtar av professionella låtskrivare. "Substitute" är en cover på en låt av The Righteous Brothers från 1975 som spelats in av många artister däribland svenska Streaplers in 1978. "Rocks Off" skrevs av norska sångerskan Aina med två andra musiker till hennes soloalbum från 1988, Living in a Boy's World. Bonusspåret och singeln "Shame Shame Shame" är en cover på en hit från 1974 med Shirley & Company medan "I Write You a Love Song" är en låt av Ole Evenrude som tidigare spelades in med en annan text på svenska med Leif Bloms och Helene & Gänget.

## Utgivningsår 1991
1. I Write You a Love Song
2. Everything To You
3. You Take Me Up
4. When Passion Rules The Heart
5. Red Hot And Blue
6. Brando Moves
7. I Know There's Someone Out There
8. Rock Off
9. Substitute
10. If Lovin' You Is Wrong
11. Love Grows
12. I Write You A Love Song (12" Remix)
13. Brando Moves (Short Intro Version)

"I Write You A Love Song (12" Remix)" och "Brando Moves (Short Intro Version)" finns bara med på CD-utgåvan.

## Utgivningsår 1992[1]
1. "Shame Shame Shame" (Robinson)
2. I Write You a Love Song (Evenrude)
3. Everything to You (Björhovde/Evenrude)
4. You Take Me Up (Axelsson/Damicolas/Bagge)
5. When Passion Rules the Heart (Brandon/Shipley)
6. Red Hot and Blue (Brandon/Briley)
7. Brando Moves (Brandon/Shipley/Nowels)
8. I Know There's Someone Out There (Shipley/Nowels)
9. Rock Off (Olsson/Graf/Fjeld)
10. Substitute (Wilson)
11. If Lovin' You is Wrong (Evenrude)
12. Love Grows (Mason/Macaulay)
13. I Write You a Love Song (12" Remix)
14. Brando Moves (Short Intro Version)

## Singlar

### Substitute (1990)

#### Singel
1. Substitute
2. Substitute (Acoustic Version)

#### Maxi-singel
1. Substitute (12" Remix)
2. Substitute 3. Substitute(Acoustic Version)

### I Write You A Love Song (1991)

#### Singel
1. I Write You A Love Song
2. I Write You A Love Song (Unplugged)

#### Maxi-singel
1. I Write You A Love Song (12" Remix)
2. I Write You A Love Song
3. Mind Games (I Write You A Love Song)
4. I Write You A Love Song (Loveletter Mix)

### Brando Moves (1991)

#### Singel
1. Brando Moves
2. If Lovin' You Is Wrong

#### Maxi-singel
1. Brando Moves
2. If Lovin' You Is Wrong
3. Love grows
4. I write you a lovesong

### Shame Shame Shame (1992)

#### Singel
1. Shame Shame Shame
2. Shame Shame Shame (Instrumental Version)

#### Maxi-singel
1. Shame Shame Shame (Spice Mix)
2. Shame Shame Shame (DSP Mix)
3. Shame Shame Shame (Extended Version)

## Listplaceringar
| Lista (1991) | Topplacering |
| ------------ | ------------ |
| Sverige      | 11           |

### Fotnoter
1. 1 2  Rockarkiv, Svenskt. ”Iza - Izabella”. popfakta.se. https://www.popfakta.se/sv/utgivning/e/f335ed27-e96a-4771-822b-3ec9e443abf6/iza/. Läst 21 oktober 2018.
2. ↑  ”Listplacering”. Arkiverad från originalet den 25 maj 2012. https://archive.is/20120525172843/http://www.hitparad.se/showitem.asp?interpret=Izabella&titel=Iza&cat=a. Läst 27 april 2011.